# Tiroler Oberland

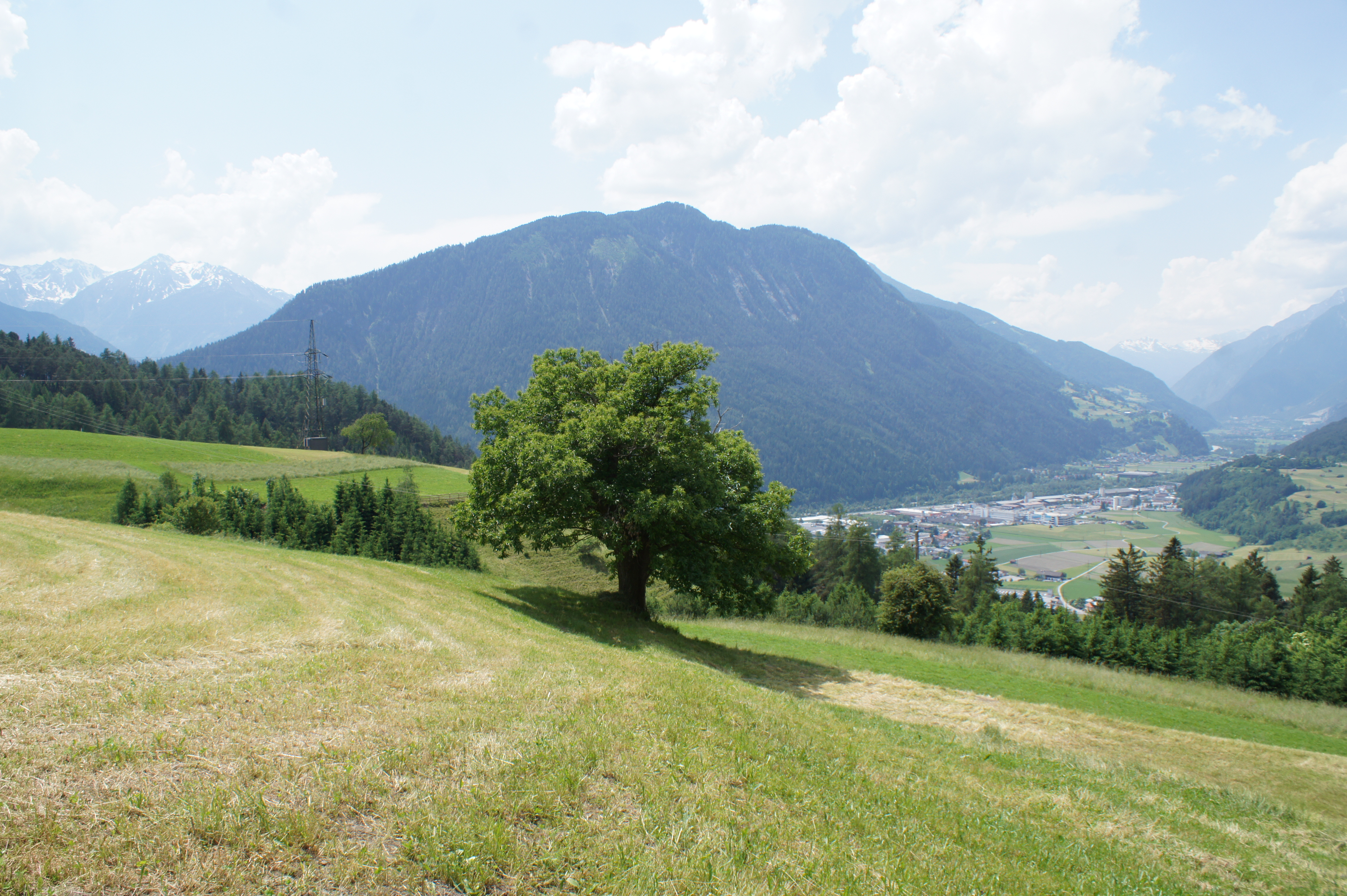
Tiroler Oberland bij Imst

Het Tiroler Oberland is het deel van de Oostenrijkse deelstaat Tirol dat ten westen van Innsbruck gelegen is, of preciezer, ten westen van de Martinswand, met uitzondering van de Außerfern. Het Tiroler Oberland omvat alle zijdalen van het Tiroler Oberinntal. Bij Innsbruck begint het Tiroler Unterland. Of Innsbruck nu bij het Oberland of het Unterland hoort, is omstreden.
De tot het Tiroler Oberland behorende districten zijn dus Imst, Landeck en een deel van Innsbruck Land. Steden in het gebied zijn Imst en Landeck, de grootste plaats is echter Telfs.